# Lacoste
Lacoste (произн. Лако́ст) — французская компания по производству одежды, обуви, парфюмерии, очков, часов и различных кожаных изделий. Основана в 1933 году, символом и логотипом является изображение зелёного крокодила. Штаб-квартира расположена в XVI округе Парижа, а главная фабрика — в городе Труа.

## История
В 1927 году французский теннисист Рене Лакост, участвуя в Открытом чемпионате США по теннису, надел на соревнования сделанную собственноручно белую рубашку-поло, отличающуюся от одежды для игры в теннис того времени — традиционных «городских» сорочек с длинными рукавами. Рубашка Рене Лакоста с короткими рукавами была выполнена из лёгкой трикотажной ткани, комфортной для игры в сильную жару.
В 1927 году, во время проведения Кубка Дэвиса, американская пресса прозвала Лакоста «аллигатором» из-за спора: в 1923 году капитан французской сборной по теннису обещал Рене чемодан из крокодиловой кожи, если тот выиграет турнир. Это прозвище — «аллигатор» — закрепилось за теннисистом и во Франции благодаря поведению Лакоста на корте, где он не прощал ошибок своим соперникам. Друг Лакоста, Роберт Джордж, нарисовал для него крокодила, который был вышит на блейзере, в котором выступал спортсмен — по утверждению компании, это стало первым примером использования в одежде видимой эмблемы (но не логотипа, так как «логос» означает «слово», а в изображении крокодила слова нет). Впоследствии это изображение стало символом бренда Lacoste.
В 1933 году, после того, как Рене Лакост ушёл из большого спорта, он совместно с владельцем и президентом крупнейшей французской трикотажной компании того времени, Андре Жилье, основал фирму La Societe Chemise Lacoste. Компания занялась выпуском рубашек для игры в теннис, занятий гольфом (супруга Лакоста, Симонa Тион де ля Шом, была известной гольфисткой) а также парусным спортом. В 1951 году компания отошла от традиционных белых рубашек и представила новую линию цветных рубашек, ставшую успешной. В 1952 году американской компании Izod было предоставлено эксклюзивное право на производство и продажу товаров под брендом Lacoste в США; партнёрство сохранялось до 1993 года.
В 1963 году управление компанией перешло в руки сына Рене, Бернара Лакоста (Bernard Lacoste). Под его руководством Lacoste достигла уровня продаж в 300 000 вещей ежегодно. В 1970-х годах вдобавок к рубашкам под маркой Lacoste начали выпускаться футболки, корректирующие и солнцезащитные очки, теннисные ботинки, повседневная обувь, часы и различные кожаные изделия. В 1968 году совместно с парфюмерной компанией Patou был выпущен первый мужской аромат Lacoste. Позднее для мужчин были выпущены Lacoste Blanc, Lacoste Essential, Lacoste Elegance, Lacoste Hot Play, Lacoste L.12.12; для женщин — Lacoste Inspiration, Lacoste Femme, Lacoste Touch of Pink — всего около 20 наименований, в создании которых принимали участие известные парфюмеры: Laurent Bruyere, Olivier Cresp, Claude Dir, Annick Menardo и Domitille Michalon. В 2005 году Бернара Лакоста во главе компании сменил его младший брат Мишель.

## Собственники
До осени 2012 года контроль над компанией принадлежал семье Лакост (в частности, Мишелю Лакосту принадлежало 30,3 % акций компании, его дочери Софи Лакост Дурнель и ряду других лиц — в совокупности 28 %). Швейцарская компания-ретейлер Maus Frères владела 35 %. В октябре-ноябре 2012 года было объявлено о том, что Мишель и Софи Лакост договорились с Maus Frères о продаже последней своих долей. Данное решение было принято на фоне существенных распрей между Мишелем и Софи.

## Деятельность
Продукцию под брендом Lacoste изготавливают контрактные производители. Компания подвергалась критике за сотрудничество с фабриками в КНР, которые загрязняют окружающую среду и используют подневольный труд уйгуров (хотя эти обвинения относились и к другим крупным производителям одежды, таким как Adidas и Nike). Наибольшее количество фабрик, производящих продукцию для Lacoste, находится в КНР (164), Вьетнаме (91), Республике Корея (62), Турции (91), Италии (45), Тайване (36), Таиланде (29), Бразилии (28), Индии (28), Франции (24), Камбодже (23), Перу (23), Шри-Ланке (21).
Бренд Lacoste лицензируется для использования другими компаниями, в частности Haddad Brands приобрела права на выпуск детской одежды, Interparfums — парфюмерии, Marchon Eyewear — очков.
Розничная сеть компании насчитывает 1100 магазинов, из них 379 — в Европе, 198 — в Америке и 504 — в Азии.
- Магазин в Англии
- Магазин в США
- Магазин в Испании
- Магазин в Париже

- Магазин в США
- Магазин в Аргентине
- Магазин в Бразилии
- Магазин во Вьетнаме